# Beşikçiler, Çayeli
Beşikçiler là một xã thuộc huyện Çayeli, tỉnh Rize, Thổ Nhĩ Kỳ. Dân số thời điểm năm 2010 là 139 người.